# Rasclet de Mayr
El rasclet de Mayr (Rallicula mayri) és una espècie d'ocell de la família dels sarotrúrids (Sarothruridae).

## Hàbitat i distribució
Habita el bosc de les terres altes del nord de Nova Guinea.